# Máximo León Velarde Espino
Máximo León Velarde Espino (Arequipa, 29 de mayo de 1852-Yanahuara, 31 de agosto de 1921).
Coronel arequipeño, bautizado en 1852 en la parroquia de San Miguel de Cayma, hijo de don Manuel León Velarde Reynoso y de doña Isabel del Espino, fue también nieto del oficial confederado Gil Espino Suárez, quien estuvo al mando del batallón Arequipa en la batalla de Yungay.
Durante la guerra del Pacífico, combatió en las batallas de Tarapacá (1879) y el Alto de la Alianza (1880). Una vez finalizada la guerra, León Velarde desempeñó diversos cargos al mando de tropa y otros de carácter administrativo, comisiones especiales, y como autoridad política en diversas provincias. Fue considerado por el Congreso Nacional, entre los Beneméritos de la Patria, mereciendo por este motivo la admiración de sus conciudadanos. Además fue nombrado presidente de la "Sociedad de vencedores de Tarapacá" en agosto de 1902.
Casado el 29 de agosto de 1883, en la Parroquia Santa Marta de Arequipa, con la señorita María del Consuelo Valcárcel Peralta, teniendo descendencia.
Sus restos se encuentran en el cementerio general de la Apacheta de Arequipa.
En 1934, siendo alcalde de la villa de Yanahuara el doctor Francisco A. Linares, decidió rendirle homenaje al vencedor de Tarapacá y el Alto de la Alianza nombrando una avenida en su honor, por una vida de entrega y servicio a la patria.